# Condorcet-módszer
A Condorcet-módszer (ejtsd: kondorszé, francia) azoknak a választási rendszereknek a gyűjtőneve, amelyek eleget tesznek a Condorcet-kritériumnak: azt az alternatívát választják, amely egy-az-egyben bármelyik másikat megverné egyszerű többséggel (ún. Condorcet-győztes). Előfordulhat, hogy nincs ilyen alternatíva (ez a Condorcet-ciklus esete), ezt a különféle Condorcet-módszerek más-más módon oldják fel. Néhány ismertebb Condorcet-módszer a rangsorolt párok módszere, a Kemény-módszer és a Schulze-módszer.
Valamilyen Condorcet-módszer használata – a legtöbb jelenleg használt módszerrel ellentétben – a politikai kultúrát a megegyezésre való törekvés irányába tolhatja el.
Egy Condorcet-szavazáson a szavazók rangsorolják az összes alternatívát.  Az összeszámoláskor általában az alternatívákból az összes lehetséges módon párokat képeznek, és megnézik, hogy az ilyen egyéni mérkőzéseknek a pár melyik tagja a győztese (melyik szerepel többször elöl az egyes szavazók által adott rangsorokban).
A Condorcet-módszerek a 18. századi matematikus és filozófus, Nicolas de Condorcet nevét viselik, habár a Condorcet-kritériumot már Ramon Llull is kidolgozta 1299-ben.

## Példa
Aladár, Béla és Cecil szavaznak, hogy a biciklitároló színe zöld, kék vagy sárga legyen. A következő szavazatokat adják le:
- A: zsk (inkább legyen zöld, mint kék, és inkább sárga, mint kék)
- B: ksz
- C: s (inkább legyen sárga, mint bármi más; a másik két alternatíva között Cecil nem tesz különbséget)

|        | 1.    | 2.    | 3.   |
| ------ | ----- | ----- | ---- |
| Aladár | zöld  | sárga | kék  |
| Béla   | kék   | sárga | zöld |
| Cecil  | sárga | -     | -    |

A három alternatívának három lehetséges párosítása van: z-s, z-k, s-k. A zöld egyszer előzi a sárgát (Aladárnál), a sárga kétszer a zöldet, így a z-s mérkőzés kimenetele 1-2. Hasonlóan a z-k párosítás eredménye 1-1, a s-k párosításé 2-1, így a sárga minden párosításból győztesen kerül ki, tehát a szavazás eredménye a sárga szín.
|       | zöld | sárga | kék | Helyezés            |
| ----- | ---- | ----- | --- | ------------------- |
| zöld  | X    | 1     | 1   | 2. (holtversenyben) |
| sárga | 2    | X     | 2   | 1.                  |
| kék   | 1    | 1     | X   | 2. (holtversenyben) |

## A Condorcet-módszer mint etalon
Az eredeti Condorcet-módszer pozitív matematikai tulajdonságai miatt annak eredménye (ha eredményes) etalonként szolgálhat más rendszerekhez. Ezért használják kritériumként (Condorcet-kritérium), amely megfogalmazható az egybehangzó egyszerű többségek kritériumaként, vagyis egyhangúságot jelent a már párosával (egyszerű többségi szabállyal) aggregált eredményekben.
Emiatt a téma kutatói a szavazási módszerek elemzésekor gyakran szokták azokat a Condorcet-eredménnyel összevetni, a Condorcet-kritériumnak való megfelelést vizsgálni.

## Condorcet módszerek és értékelésük
Maguk a különböző Condorcet-módszerek is értékelhetők más kritériumokkal. A Condorcet-módszerek mindig "egyetértenek", ha nem ciklikus az aggregált preferencia, de ha van ilyen, akkor eltér az eredményük, ezért más kritériumokat teljesítenek.
A Condorcet-kritérium kizárja az összevonási konzisztencia-kritériumnak való megfelelést, és az irreleváns alternatíváktól való függetlenséget (de egyben következik belőle annak egy gyengébb formája, miszerint ha van Condorcet-győzes, akkor jelöltek kiesése/visszalépése nem változtat az eredményen), valamint a később-nem-árt, később-nem-segít, a részvételi és az őszinte kedvenc kritériumnak való megfelelést.
|                  | Monoton | Condorcet-vesztes | Klónoktól való függetlenség | Szimmetrikus megfordíthatóság | Polinóm idő | Resolvable | Lokális irreleváns alternatívákról való függetlenség |
| ---------------- | ------- | ----------------- | --------------------------- | ----------------------------- | ----------- | ---------- | ---------------------------------------------------- |
| Schulze          | Igen    | Igen              | Igen                        | Igen                          | Igen        | Igen       | Nem                                                  |
| Rangsorolt párok | Igen    | Igen              | Igen                        | Igen                          | Igen        | Igen       | Igen                                                 |
| Minimax          | Igen    | Nem               | Nem                         | Nem                           | Igen        | Igen       | Nem                                                  |
| Nanson           | Nem     | Igen              | Nem                         | Igen                          | Igen        | Ismeretlen | Ismeretlen                                           |
| Kemény           | Igen    | Igen              | Nem                         | Igen                          | Nem         | Igen       | Igen                                                 |
| Dodgson          | Nem     | Nem               | Nem                         | Nem                           | Nem         | Ismeretlen | Ismeretlen                                           |
| Copeland         | Igen    | Igen              | Nem                         | Igen                          | Igen        | Igen       | Igen                                                 |

## Hatása a jelöltek stratégiájára
A jelenleg használt egy X-es szavazási módszerekhez képest a Condorcet-módszerekre érvényes a medián-szavazó tétel, ami szerint a jelölteknek jobban megéri a centrumba húznia. . A Condorcet módszerek támogatói amellett érvelnek, hogy a módszer használata a megegyezésre való hajlandóságot, a különböző nézetek összehangolását segítené elő.
A Condorcet-módszerek az egyfordulós, egy X-es relatív többségi rendszerhez, továbbá a kétfordulós rendszerhez képest is csökkenti vagy gyakorlatilag megszünteti a spoiler-hatást. A spoiler-hatás azt jelenti, hogy egy jelölthöz közel álló másik jelölt indulása az első jelölt esélyeit rontja, így a jelölteknek gyakran különösen érdekükben áll negatív kampányt folyatatni a hozzájuk közel álló jelöltek ellen. Mivel ez a hatás mérséklődik, vagy teljesen el is tűnik Condorcet-módszerek alatt, ezért a módszer használata hozzájárulhat egy kevésbé negatív politikai légkör kialakulásához és fenntartásához.